# Ulva (Écosse)
Pour les articles homonymes, voir Ulva.
Ulva (Ulbha en gaélique écossais) est une île écossaise de l'archipel des Hébrides intérieures, proche de la côte ouest de Mull. Il existe plusieurs villages en ruine sur l'île ; le plus connu en est Ormaig. L'île, autrefois détenue par la famille Howard, du nord de l'Angleterre
, a été rachetée par cinq de ses six habitants (le sixième étant le vendeur, Jamie Howard). Le gentilé les désignant est Ulbach (pluriel Ulbhaich en gaélique).

## Étymologie
L'origine du nom d'Ulva est incertaine. Dès le XVIIIe siècle, Samuel Johnson supposait que l'origine du nom n'était pas gaélique
Le nom anglais « Ulva » est directement issu du gaélique écossais Ulbha, qui pourrait avoir pour origine le vieux norrois et signifierait « l'île du loup ». Cependant, il n'est pas certain que la racine Ulfr du norrois se réfère à l'animal lui-même, peut être en raison de la forme de l'île, ou au nom d'un individu. Le site officiel de l'île et le livre de voyage[Lequel ?] écrivent ainsi qu'un « éclaireur envoyé à terre depuis la chaloupe aurait parlé de Ullamhdha, en viking pour la demeure de personne »,. Cependant, ullamhdha ne vient pas du norrois mais serait le terme en gaélique signifiant être prêt. Ainsi, une autre interprétation est que l'éclaireur aurait dit ullamh dha en gaélique, signalant ainsi que l'île était prête à être occupée.
Le Old Statistical Accounts of Scotland, publié en 1791 et 1792 par John Sinclair, mentionne une alternative avec l'étymologie populaire ullam-àth, prononcé oulive ah et signifiant « gué prêt » en gaélique. Ceci peut faire référence soit à l'étendue de terre la reliant à l'île voisine de Gometra à marée basse, soit au bras de mer d'Ulva que le bétail devait parfois traverser.

## Histoire
En juillet 2017, Jamie Howard, descendant d'une famille aristocratique propriétaire de l'île depuis des décennies, met celle-ci en vente pour la somme de 4,25 millions de livres (4,77 millions d’euros). Craignant que Ulva soit rachetée par des magnats venus de Russie ou du Moyen-Orient et que ces potentiels acheteurs ne les expulsent, les cinq autres insulaires s'organisèrent pour s'en porter acquéreur. Ils profitèrent ainsi d'une loi octroyant aux communautés locales un droit de préemption. Une subvention du gouvernement écossais et la contribution de 500 personnes ont permis ainsi aux habitants de réunir les fonds nécessaires à la transaction qui fut finalisée en mai 2018.

## Géographie

### Topographie générale

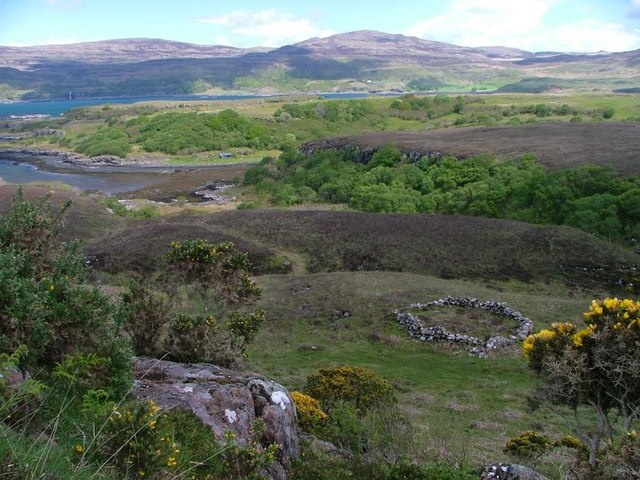
Soriby Bay et le loch Tuath.

Ulva est de forme grossièrement ovale, avec une côte découpée. Elle est alignée selon un axe est-ouest de douze kilomètres de long pour quatre kilomètres de large. Envisagée à une plus grande échelle, Ulva, comme Gometra, apparaît comme une péninsule de la grande île de Mull, dont elles ne sont séparées que par d'étroits bras de mer. Caolas Ulbha (« le détroit d'Ulva »), à l'est de l'île, est un canal étroit de quelques centaines de mètres, que le Ulva Ferry traverse pour assurer la liaison avec Mull. À l'ouest, Ulva est séparée de Gometra par le Gometra harbour. Le sud de l'île fait face à la côte de Mull et au Ross of Mull. Au nord, le loch Tuath (Loch a'Tuath) sépare également Ulva de Mull. Au sud se trouve le loch na Keal (loch nan Ceall) et l'île d'Eorsa. Cette côte sud comporte deux baies notables, Port a'Bhàta et Tràigh Bhàn. La côte nord est marquée d'une baie en fer à cheval, Lòn Bhearnuis, ainsi que de Soriby Bay et de quelques îlots mineurs.
Le point culminant d'Ulva est le Beinn Chreagach, à 313 m d'altitude, suivi du Beinn Eoligarry (306 m) et de la colline d'A'Chrannag (118 m). L'île se développe en effet autour d'une chaîne centrale le long de son grand axe, interrompue par endroits par des vallées telles que le Gleann Glas. La péninsule sud-est est un terrain plus bas, et une petite plaine borde la côte sud et ses plages élevées.
Le climat océanique d'Ulva est sous l'influence du Gulf Stream.

### Divisions administratives

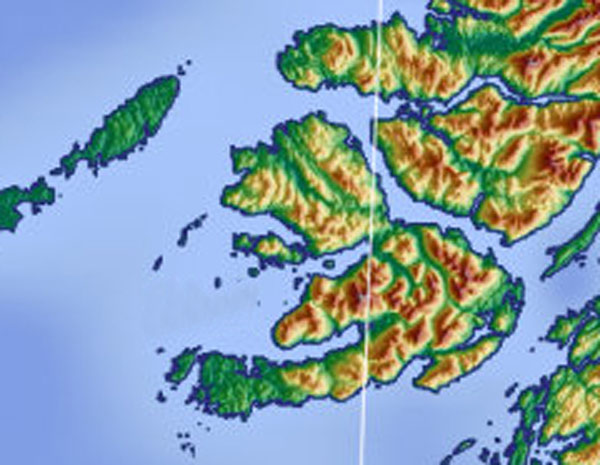
Carte topographique d'Ulva et des îles environnantes.

Avant 1974, Ulva était rattachée au comté d'Argyll, puis elle fit partie de la région de Strathclyde. Elle est aujourd'hui dans le district d'Argyll and Bute.
L'île est située dans la paroisse de Kilninian (Cill Ninein), avec Gometra, Staffa, Little Colonsay et l'ouest de Mull. Elle est jumelée avec la paroisse de Kilmore, sur Mull

### Îles environnantes
Gometra est une île accessible à marée basse reliée à Ulva par un pont. Little Colonsay et Inch Kenneth, ainsi que l'île Samalan, sont respectivement au sud-ouest et au sud-est d'Ulva. Plus à l'ouest se trouvent les îles Treshnish, dont Bac Mòr, et, au large, les îles plus grandes de Gunna, puis Coll et Tiree. Au sud-ouest sont les îles de Staffa et Erisgeir ; l'île d'Iona est plus loin au sud-ouest.
De nombreux îlots et rochers parsèment les eaux du sud et de l'ouest d'Ulva. Le détroit d'Ulva, entre l'île et Colonsay, compte trois îlots principaux : Eilean Garbh, Eilean a'Bhuic et Eilean a'Chaolais, ainsi que Sgeir Ruadh, plus petit. On note également Eilean na Creiche (ou Eilean na Craoibhe), Eilean Bàn, Eilean an Rìgh, Eilean na h-Uamh, Trealbhan, Sgeir Dhubh, Sgeir Dhubh Bheag, Sgaigean, Bogha Mòr et Eilean Reilean. Au sud, près de Mull, on trouve Sgeir a'Charraig, ainsi que Sgeir Dubhail au nord (Rubha nan Gall) ; au sud-ouest, près de Cùul a'Ghata, se trouvent Sgeir nan Leac, Sgeir Bhioramuill et Bogha MhicGuaire (« le rocher de MacQuarrie »). Au large de Prot a'Bhùata se trouvent Geasgill Beag et Geasgill Mòr, entre Ulva et Inchkenneth. Au sud-ouest, on trouve Sgeir na Sgeireadh, et Màisgeir, au sud de Gometra. Au large de Baligortan se situe Eilean a'Choire.

## Géologie

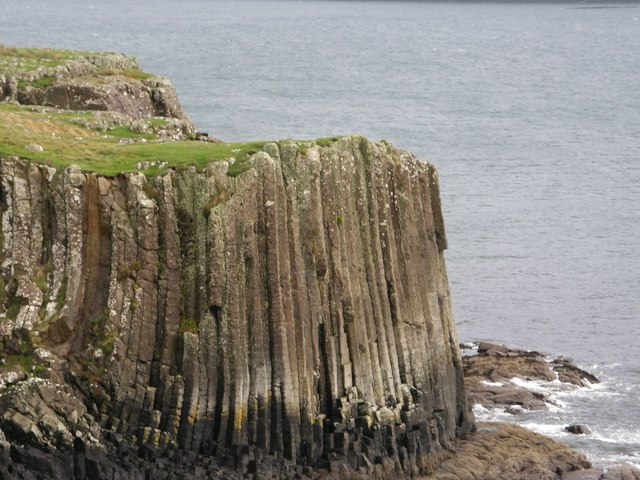
Les falaises de basalte d'Ulva.

L'intérieur d'Ulva est composé de landes, et la côte sud comporte des formations géologiques basaltiques souvent éclipsées par celles, voisines, de Staffa. Ces formations et les colonnes basaltiques appelées The Castles (« les châteaux ») résultent de l'activité volcanique du Ben More, il y a environ 60 millions d'années. Les coulées de lave à l'origine de ces formations sont connues comme « magma de type Staffa », et se retrouvent sur Mull, à Carsaig, Ardtum et Tobermory. Ces roches, particulièrement riches en silice, se sont formées lorsque la croûte superficielle de la lave en fusion s'est refroidie selon un motif hexagonal d'orgues basaltiques. L'érosion a ensuite mis les orgues à jour. De manière plus récente, l'érosion liée à la dernière glaciation a creusé des fjords et des vallées glaciaires dans l'île ; le loch Tuath et le loch na Keal se sont formés de cette manière.
Les variations post-glaciaires du niveau de la mer ont été significatives dans les Hébrides. L'abaissement relatif du niveau a créé la caverne maritime la plus élevée des îles britanniques, sur le site de A'Chrannag. À une époque passée, Ulva était probablement une péninsule occidentale de Mull et était reliée à Gometra et Eilean Dioghlum.

## Faune et flore

### Faune
Pour un article plus général, voir Faune de l'Écosse.

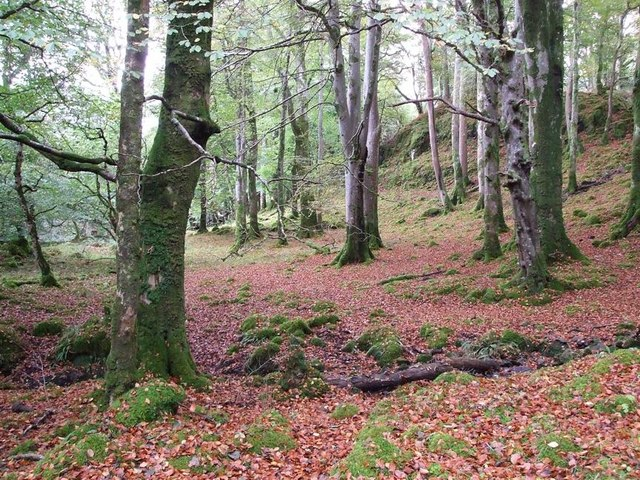
Arbres à Coilleulbhach.

Comme de nombreuses îles écossaises, Ulva est renommée pour sa biodiversité, et en particulier pour les nombreux oiseaux qu'elle abrite. Les prédateurs de l'île comptent la buse variable, l'aigle royal et le pygargue à queue blanche. Ce dernier, réintroduit sur l'île voisine de Rùm, a migré vers Mull pour y nicher, mais n'est vu qu'occasionnellement sur Ulva, où il ne niche pas. Les corbeaux nichent par ailleurs sur l'île. Parmi les gibiers, on trouve la bécassine, les tétras, le faisan de Colchide ainsi que la bécasse. Les oiseaux de mer et aquatiques nichant sur l'île sont le macareux moine, la mouette tridactyle, le cormoran huppé, la sterne pierregarin, la sterne arctique, le fou de Bassan, l'eider à duvet, l'huîtrier pie, le courlis cendré, le chevalier gambette, le harle huppé, ainsi que diverses espèces de mouettes ; les eaux poissonneuses entourant Ulva leur fournissent leur alimentation. Les visiteurs occasionnels comprennent l'hirondelle de fenêtre, l'océanite culblanc, le râle des genêts (rare dans les îles britanniques), le faucon pèlerin et le gobe-mouche gris.
Des mammifères terrestres vivent sur l'île ; c'est le cas notamment du cerf élaphe, du lapin européen et du lièvre variable. Hermine et hérisson européen sont aussi parfois observés. En 1986, les loutres de l'île furent observées tous les soirs par des scientifiques de l'Université de Leeds. Il n'y a pas de renards sur Ulva, bien que l'étymologie possible de son nom suggère que des loups y aient vécu à l'époque norroise. Il n'y a qu'une espèce de reptile connue sur l'île, l'orvet Anguis fragilis ; aucun serpent véritable n'y a été observé. Le nom de la baie d'Ormaig, issu du vieux norrois « Ormsvi » (litt. « baie du ver ») pourrait faire référence à Anguis fragilis.
Les cétacés des eaux d'Ulva comprennent la baleine de Minke, des marsouins, dauphins et baleines pilotes. Des baleines s'échouent parfois sur les plages d'Ulva ; ce fut le cas, en 1966 et 1987, pour des baleines pilotes, ainsi qu'en 1991, pour deux grands cachalots. phoques gris et requins pèlerins sont par ailleurs courants dans la zone.
Ulva abrite en outre deux espèces d'insectes d'une grande rareté, le Scotch Burnet Moth (trouvé aussi sur Mull, mais nulle part ailleurs au monde), ainsi que la libellule Orthetrum coesilesceus.

### Flore
Pour un article plus général, voir Flore de l'Écosse.

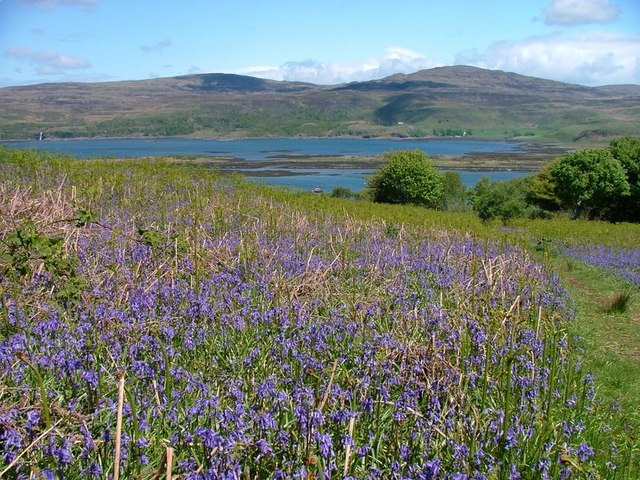
Jacinthes des bois à Ulva.

Plus de 500 espèces végétales ont été recensées à Ulva. Les fougères sont particulièrement abondantes sur l'île, les bruyères poussant seulement dans certaines régions. Les fleurs sauvages se développant à Ulva comprennent jacinthes des bois, orchidées, droseras et œillets.
La majorité de l'île est dépourvue d'arbres, bien qu'il existe des bosquets touffus dans les endroits abrités. Dans ces sites, la diversité des espèces est étonnante. On dénombre au moins 43 variétés et espèces d'arbres à feuilles caduques, et plus d'une douzaine de conifères. Parmi ces derniers, on rencontre les pins argentés, pins nobels, genévriers, mélèzes, épinètes de Sitka et pins sylvestres. Les arbres à feuilles caduques comprennent cytises, ormes de montagne, trois variétés de chênes, quatre de cerisiers, des aulnes, des érables sycomores, châtaigniers et noyers ainsi que d'autres arbres fruitiers.

## Infrastructures et économie
Aucune des routes de l'île n'est goudronnée, et une portion de la route sud compte pas moins de six passages à gué. Un pont relie Ulva à Gometra, qui est également accessible à marée basse. Les habitants ne possèdent pas de voitures, et utilisent à la place quads et tracteurs.
La population était de 16 habitants en 2001.
Un ferry relie Ulva au village d'Ulva Ferry sur Mull. L'école primaire d'Ulva se trouve en effet dans ce village. Les bâtiments en ruine des anciennes écoles d'Ulva sont encore visibles à Glac na Gallan et Fearann Àrd-àirigh.
La principale activité économique est aujourd'hui le tourisme. Les autres industries comprennent l'élevage de moutons et de bétail, ainsi que la pisciculture (de saumons, à Soriby Bay). Il y a également une petite scierie. L'île ne comporte pas d'hôtel, mais le camping est autorisé et une aire a été aménagée à Cragaig. À Ardalum se trouve un ancien pavillon de chasse reconverti en appartements à louer.
Il existe sur l'île un restaurant, « The Boathouse », vendant les huîtres récoltées sur Ulva.

## Bâtiments notables
La plupart des bâtiments dignes d'intérêt sont aujourd'hui en ruine, comme l'ancien moulin situé entre Ormaig et Cragaig, ou bien ont été intégrés à d'autres bâtiments plus récents. Bracadale Steadings comporte par exemple des portions de l'ancienne Ulva House où Johnson et son biographe Boswell avaient séjourné au XVIIIe siècle.

### Église

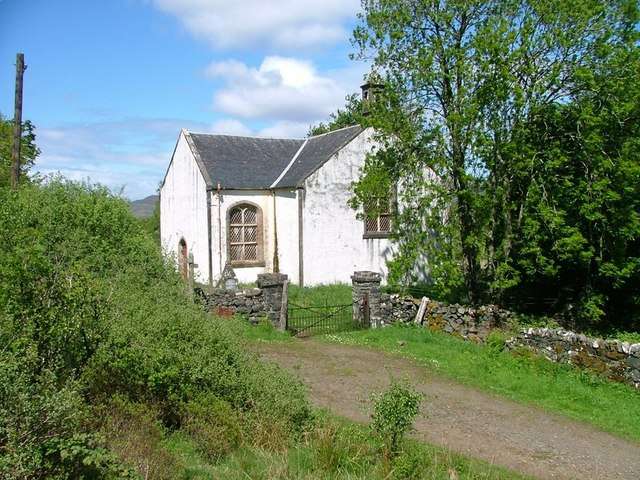
L'église d'Ardalum.

Une petite église fut construite à Ardalum entre 1827 et 1828 devant l'absence quasi totale d'instruction religieuse soulevée par un rapport du début du XIXe siècle. Ce premier bâtiment était doté d'un budget de 1 500 £ et fut dessiné par Thomas Telford. À la livraison des travaux, le 14 mars 1828, par Charles MacQuarie, le coût véritable se révéla être de 1 495 £ 14/1.
Un rapport de 1847 annonçait que tous les habitants de l'île assistaient au service, y compris un catholique et un athée. Restaurée en 1921, cette église ne possédait pas à l'origine d'un plancher véritable, les planches étant disposées directement sur la terre battue.
Cette église est encore en activité en 2009, et sert principalement de salle de rassemblement, une aile demeurant réservée au culte. Le dernier ministre du culte résident, le révérend MacKenzie, est parti en 1929.

### Sheila's Cottage
Sheila's Cottage est une maison basse à toit de chaume restaurée dans les années 1990. La demeure tire son nom de Sheila MacFadyen (Sile NicPhaidein en gaélique écossais), qui y vécut entre le début du XXe siècle et le début des années 1950. Sheila était à l'origine une trayeuse à Ulva House mais, après le décès de son fils, gagna sa vie en récoltant et vendant des bigorneaux. Une pièce, le but, était réservée au bétail et l'autre, le ben, était l'espace à vivre. Le cottage contient un lit fermé, un buffet, et une représentation grandeur nature de Sheila.

## Folklore
La plupart du folklore spécifique à Ulva a probablement disparu avec sa population. L'histoire d'Allan-a-Sop, adaptée par Walter Scott, en faisait partie.
La Caverne de Bradley est nommée d'après un colporteur irlandais qui la visitait au XIXe siècle. Bradley, ou O'Brolligan, était un marin à la retraite ; lorsqu'il se trouvait à Ulva, on disait qu'il vivait dans cette grotte. Bien qu'il n'existe que peu de preuves formelles de son existence, au XXe siècle, des boutons et une pièce datés de 1873 y ont été retrouvés.
La Pierre de Cairistiona, près d'Ormaig, est reliée à une histoire plus sombre. Cairistiona aurait faussement accusé sa sœur d'avoir volé une grande quantité de fromage, et aurait tenté d'obtenir ses aveux en la faisant pendre dans le vide d'une falaise, retenue par un plaid autour du cou. Le plaid aurait glissé accidentellement, étranglant la sœur de Cairistiona et la tuant. Torturée par le remords, Cairistiona avoua l'accident, mais les habitants de l'île décidèrent de la noyer, en l'enfermant dans un sac déposé sur la Pierre, qui porte aujourd'hui son nom.